# Poecilia orri
Poecilia orri là một loài cá nước ngọt thuộc chi Poecilia trong họ Cá khổng tước. Loài này được mô tả lần đầu tiên vào năm 1943.

## Phân bố và môi trường sống
P. orri được tìm thấy ở các hệ thống lưu vực sông ngòi ở khu vực phía đông nam Mexico, phổ biến ở bán đảo Yucatan và trải rộng về phía nam đến Belize và Guatemala. Loài này cũng được tìm thấy ở Honduras (bao gồm cả đảo Roatán), và đảo Providencia, Colombia.
Môi trường sống của P. orri khá đa dạng, bao gồm đầm phá, cửa sông, đầm lầy, rừng ngập mặn, và các dòng suối nhỏ. Loài cá này ưa sống ở vùng nước mặn hoặc nước lợ với dòng chảy chậm.

## Mô tả
Mẫu vật lớn nhất của P. marcellinoi có chiều dài cơ thể được ghi nhận là 5,6 cm. Đỉnh đầu và lưng có màu xanh thẫm (gần như xám đen); hai bên lườn có dải màu lam ánh bạc với những hàng đốm màu cam nhạt. Cá đực có một đốm đen trên gốc vây ngực và những đốm đen nhỏ hơn trên vây đuôi. Cá mái không có màu sắc sặc sỡ như cá đực.
Cá đực có hai hình thái màu sắc tùy theo khu vực địa lý. Hình thái thứ nhất: vây lưng và vây đuôi màu vàng chanh, có đốm đen rải rác trên màng vây. Hình thái thứ hai: vây đuôi màu đỏ gạch với các đốm đen trên màng vây; vây lưng màu đỏ gạch, có đốm đen lớn ngay gốc với rải rác các đốm trắng.